# Pungso
Pungso là một kun, hay huyện, ở tỉnh Ryanggang, Bắc Triều Tiên. Huyện được lập sau khi phân chia Triều Tiên từ các khu vực của Pungsan và Kapsan. 
Các sông chính ở đây là Hochon và Nunggwi (능귀강)..

## Địa lý
Nằm trên đỉnh phía nam của Cao nguyên Kaema, P'ungsŏ có nhiều núi. Nhìn chung, các núi cao hơn ở phía Tây Bắc và thấp hơn về phía Đông Nam. Chúng bao gồm dãy Puksubaek; điểm cao nhất là núi Puksubaeksan. Các sông chính là Hŏch'ŏn và Nŭnggwi (능귀강). Hồ P'ungsŏ, Hồ P'ungsŏ, một hồ chứa nhân tạo, nằm ở giữa huyện. Khoảng 91% diện tích của P'ungsŏ được bao phủ bởi đất rừng.

## Phân cấp hành chính
Huyện P'ungsŏ được chia thành 1 ŭp (thị trấn), 3 rodongjagu (lao động giả khu) và 17 ri (làng):
| - P'ungsŏ-ŭp (풍서읍/豊西邑) - Happ'o-rodongjagu (합포로동자구/合浦勞動者區) - Sŏch'ang-rodongjagu (서창로동자구/西昌勞動者區) - Yaksu-rodongjagu (약수로동자구/藥水勞動者區) - Hwaŭl-li (회은리/會隱里) - Kwanhŭng-ri (관흥리/館興里) - Kwibong-ri (귀복리/貴福里) - Muha-ri (무하리/舞下里) - Munjo-ri (문조리/文藻里) - Naep'o-ri (내포리/內浦里) - Rimsŏ-ri (림서리/林西里) | - Rohŭng-ri (로흥리/櫓興里) - Ryongmul-li (룡문리/龍門里) - Sang-ri (상리/上里) - Sinch'ang-ri (신창리/新昌里) - Sindŏng-ri (신덕리/新德里) - Sinmyŏng-ri (신명리/新明里) - Sŏg'u-ri (석우리/石禹里) - Soksil-li (속신리/俗新里) - Up'o-ri (우포리/隅浦里) - Yusangha-ri (유상하리/楡上下里) |

## Kinh tế
Khai thác gỗ là ngành công nghiệp chính của P'ungsŏ. Nông nghiệp có ít do địa hình hiểm trở. Tuy nhiên, một số lượng ngô, khoai tây và lúa mì được sản xuất trên các trang trại ruộng khô; vật nuôi cũng được nâng lên. Huyện được biết đến với việc sản xuất dương xỉ bện. Huyện là nơi có trữ lượng vàng, chì và kẽm.

## Giao thông
Huyện được phục vụ bằng đường bộ, nhưng không có đường sắt. Sông Nŭnggwi và hồ P'ungsŏ được sử dụng để vận chuyển gỗ thô xuống hạ lưu.